# Ica-stenene
Ica-stenene består af omkring 15.000 sten med indgraverede billeder af mennesker som anvender teleskop og avanceret lægeudstyr, samt mennesker som ser ud som om de sameksisterer med diverse dinosaurer. Stenene menes at være forfalskninger, skabt af moderne incaindianere.